# Azpíroz
Azpíroz (en euskera y de forma oficial Azpirotz) es una localidad española de la Comunidad Foral de Navarra perteneciente al municipio de Larráun que junto a la localidad de Lezaeta conforma el concejo de Azpíroz-Lezaeta. Está situada en la Merindad de Pamplona en la comarca de Norte de Aralar y a 36,5 km de la capital de la comunidad, Pamplona. Su población en 2014 era de 53 habitantes (INE).

## Geografía física

### Situación
La localidad de Azpíroz está situada en la parte noroeste del valle de Larráun en un terreno montañoso de las estribaciones de los montes de Gorriti y cerca del puerto homónimo, que marca la división entre las dos vertientes hidrográficas de Navarra, la cantábrica y la mediterránea. Sus comunes tienen una superficie de 4,57 km² dentro del cual 1,36 km² son de pastos, 1,05 km² de monte maderable. Limita al noreste con Huici, al oeste con Lezaeta, al sur con Albiasu y al sureste con Lecumberri.

## Demografía

### Evolución de la población
| Gráfica de evolución demográfica de Azpíroz entre 2000 y 2010 |
|                                                               |
| Datos según el nomenclátor publicado por el INE.              |

## Patrimonio
- Iglesia de San Esteban, situada en lo alto del pueblo. Las casas siguen el modelo de la zona pirenaica vasca y algunas tienen el escudo del valle en la fachada. La parroquia es del siglo XIII.

Dentro del casco urbano se encuentra la ermita, de tipo rural, de San Bartolomé.

## Economía
Se basa en el turismo y el pastoreo.